# برج التومي
برج التومي إحدى قرى الجمهورية التونسية، تقع في ولاية منوبة، على بعد 17 كم جنوب غربي مدينة طبربة.

### مواضيع ذات علاقة
- ولاية منوبة.